# Pompeja Sula
Pompeja Sula (лат. Pompeia Sulla, živela tokom 1. veka p. n. e.) bila je rimska plemkinja iz doba kasne Republike, najpoznatija kao druga supruga Julija Cezara.
Rodila se kao kći konzula Kvinta Pompeja Rufa i Kornelije, ćerke diktatora Sule. Cezar ju je oženio godine 67. p. n. e. nedugo nakon povratka s kvestorske službe u Hispaniji, odnosno godinu dana nakon smrti svoje prve supruge Kornelije Cinile. Istoričari veruju kako je Cezarov motiv za brak bio pre svega političke prirode - kao Marijev nećak je ženidbom za unuku Marijevog smrtnog neprijatelja Sule nastojao simbolizovati nacionalno pomirenje koje će kasnije biti temeljem njegovog političkog programa.
Godine 63. p. n .e. je Cezar izabran za pontifex maximusa te je dobio službenu rezidenciju u Via Sacri. U njoj je godine 62. p. n. e. održana svetkovina Bona Dea ("Dobra boginja") na kojoj je muškarcima tradicionalno bio zabranjen pristup. Međutim, prilikom njenog održavanja je među sudionicama otkriven zloglasni političar Publije Klodije Pulher, koji je u Cezarovu kuću došao prerušen u ženu. Klodije je navodno nameravao da iskoristi priliku da zavede Pompeju. Klodiju je zbog svetogrđa suđeno, ali je proglašen nedužnim. Uprkos tome, Cezar je skandal iskoristio da se razvede od Pompeje, navevši da "Cezarova supruga mora biti iznad svake sumnje".